# Шалтабаев, Дастан Турарбекович
Дастан Турарбекович Шалтабаев (каз. Дастан Тұрарбекұлы Шалтабаев; род. 3 ноября 1973, Жамбылский район, Алма-Атинская область) — аким города Талдыкорган (с 24 мая 2018 года).

## Биография
Родился 3 ноября 1973 года в селе Актерек Жамбылского района Алматинской области.
Окончил КазГАСА по специальности «инженер-строитель».
Окончил Казахский национальный университет имени аль-Фараби по специальности «бакалавр права».

## Трудовая деятельность
С 1997 по 2000 годы — ведущий специалист, заведующий сектором, главный специалист Жетысуского районного отдела по чрезвычайным ситуациям Алматинского городского управления по чрезвычайным ситуациям, г. Алматы.
С 2000 по 2001 годы — диспетчер РГП «ХОЗУ Национальной комиссии Республики Казахстан по ценным бумагам», г. Алматы.
С 2001 по 2006 годы — главный специалист отдела начального и среднего профессионального образования, строительства и ремонта управления образования г. Талдыкорган.
С 2006 по 2008 годы — заместитель по строительству начальника управления строительства г. Талдыкорган.
С 2008 по 2009 годы — главный специалист отдела права, экономических работ и мониторинга департамента Алматинской области Комитета автомобильных дорог Министерства транспорта и коммуникации РК, г. Талдыкорган.
С 2009 по 2011 годы — начальник отдела архитектуры и градостроительства Жамбылского района, село Узынагаш, Карасайского района, г. Каскелен.
С 2011 по 2013 годы — начальник управления строительства и архитектуры и градостроительства г. Талдыкорган.
С 2013 по 2015 годы — руководитель управления архитектуры и градостроительства г. Талдыкорган.
С 2015 по 2017 годы — руководитель управления государственных закупок Алматинской области.
С 2017 по 2018 годы — заместитель акима Жамбылского района Алматинской области.
С 2018 по 2019 годы  —  аким города Талдыкорган.
С 12 апреля 2019 года — советник акима Алматинской области.

## Награды
- Указом Президента Республики Казахстан награждён орденом «Курмет»
- Почётный архитектор Республики Казахстан (каз. Қазақстан Республикасының Құрметті сәулетшісі)
- Почётный строитель Республики Казахстан (каз. Қазақстан Республикасының Құрметті құрлысшысы)
- Почётный гражданин Карасайского района
- 2011 — Медаль «20 лет независимости Республики Казахстан»
- 2015 — Медаль «20 лет Конституции Республики Казахстан»
- 2016 — Медаль «25 лет независимости Республики Казахстан»
- Благодарственные письма и грамоты акима Алматинской области и др.